# Królewo Malborskie (przystanek kolejowy)
Królewo Malborskie – przystanek kolejowy w Królewie Malborskim, w województwie pomorskim, w Polsce. Znajduje się na linii nr 204. Malbork - Mamonowo.

## Ruch pasażerski
| Rok  | Wymiana pasażerska na dobę |
| ---- | -------------------------- |
| 2017 | 50-99                      |
| 2022 | 50-99                      |